# Carlos Martín Briones
Carlos Martín Briones (Madrid, 1993. február 18. –) spanyol születésű egyenlítői-guineai labdarúgó, a gibraltári College Europa középpályása.